# Fusil Modèle 1777
Pour les articles homonymes, voir Charleville.
Le fusil Modèle 1777 est une arme de guerre française conçue sous le règne de Louis XVI par l'ingénieur Gribeauval et connue pour son emploi massif sur les théâtres militaires européens (Révolution française, Vendée, guerres napoléoniennes) et américains (Guerre d'indépendance des États-Unis, guerre anglo-américaine de 1812) de la fin du XVIIIe siècle au début du XIXe siècle. Progressivement remplacé, au gré des déclassements, par le Modèle 1816/1822, le modèle 1777, est encore en service au sein de l'armée française lors de la prise d'Alger en 1830. Tombé en désuétude sur les théâtres militaire, il devient à partir de 1840 un fusil de chasse populaire apprécié de la société civile française.

## Présentation
Le fusil modèle 1777 est produit par la manufacture royale de Saint-Etienne et la manufacture d'armes de Charleville. Destiné à remplacer et uniformiser l'armement des soldats français de la fin du XVIIIe siècle, toutes les pièces qui le composent sont standardisées afin d'en permettre l'interchangeabilité. 
Le modèle 1777 a été décliné en pistolets d'infanterie, de cavalerie (le mécanisme de platine à silex est enfermé dans un coffre en laiton) et de marine. 
Au cours de l'Empire, sa production s'est étendu aux manufactures impériales de Saint-Étienne, de Tulle, de Maubeuge, de Versailles, de Châtellerault, de Mutzig et de Turin. Il a été également copié dans plusieurs pays, tels que les États-Unis : Model 1795 Springfield.

## Évolutions et limites

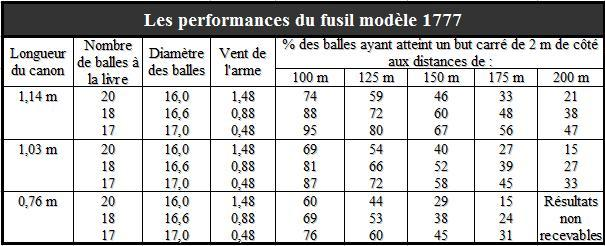
Tableau établi d'après les mémoires du Capitaine Rayne (Metz, 1818).

Les principales améliorations apportées à cette arme au cours des années concernent l'embouchoir, la grenadière et la forme de la batterie. Le fusil modèle 1777 se révéla d'une robustesse peu commune, même si sa fiabilité fut régulièrement remise en cause notamment en raison de problèmes d'amorçage récurrents. Son canon qui ne supportait pas la poudre de mauvaise qualité était en effet régulièrement encrassé (obligeant le canon à être lavé au chiffon puis séché et graissé après 50 ou 60 coups ; une pratique impossible sur le champ de bataille et qui de fait, obligeait la plupart des soldats à y uriner afin de le décrasser). En outre, l'obturation de la lumière (du fait de résidus de poudre ou de papier) faisait que bien souvent, seule la poudre contenue dans le bassinet s’enflammait.
Le fusil modèle 1777 fut certainement quelque peu inférieur au Brown Bess utilisé par les troupes britanniques de cette époque, qui sans être beaucoup plus précis (étant totalement dépourvu de tout organe de visée) s'avérait toutefois plus puissant et davantage dévastateur contre la cavalerie du fait de son calibre (19 mm) et de sa vitesse de tir de 3 à 4 tirs par minute contre seulement 2 à 3 pour le fusil français. La portée maximale du Brown Bess était toutefois limitée à 100 mètres tandis que le Charleville pouvait atteindre 250 mètres.

## Utilisation

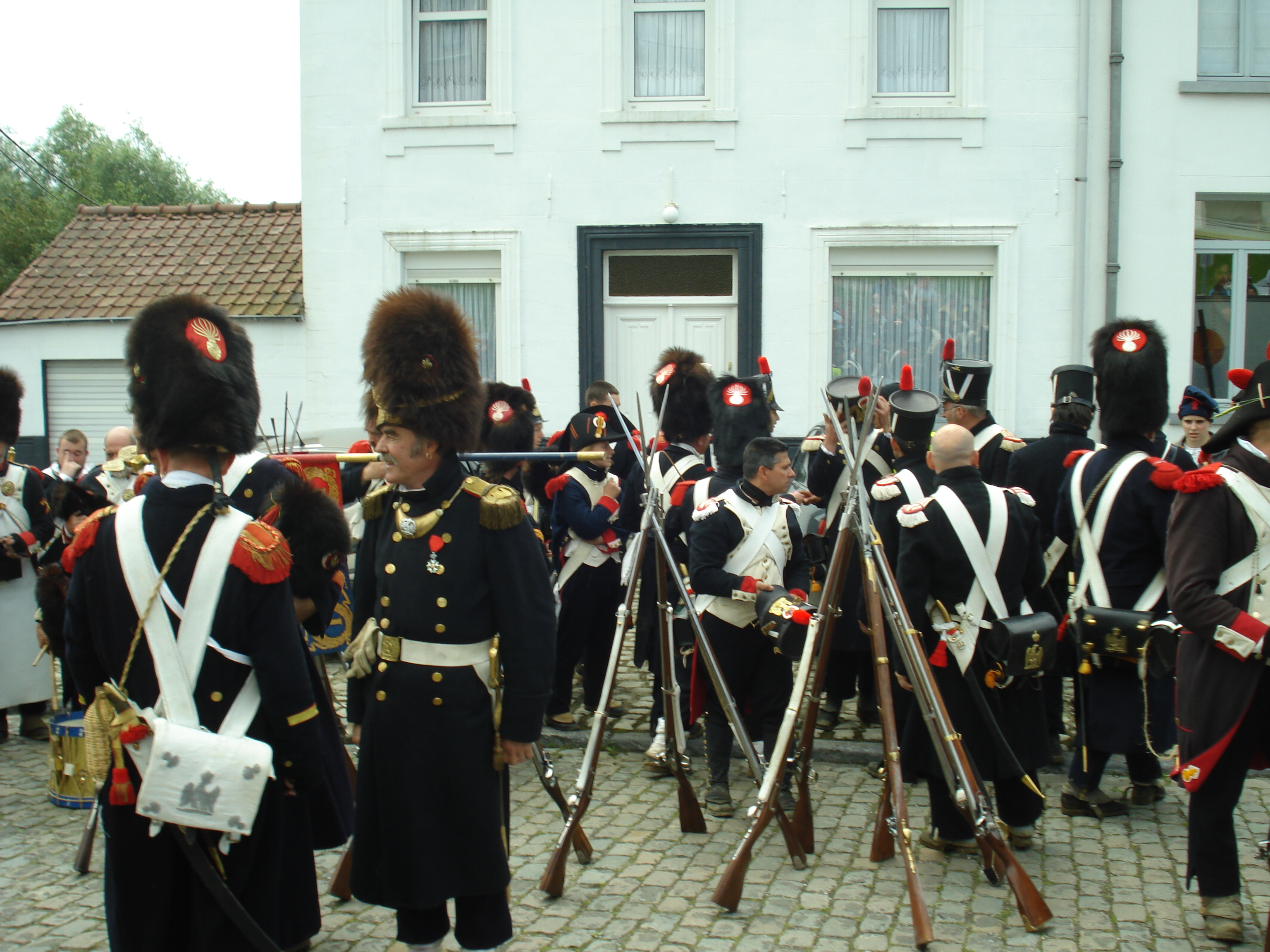
Été 2012 : reconstitution de la bataille de Waterloo, grenadiers de la garde impériale et fusils en faisceau

Fabriquée jusqu'en 1822, cette arme fut produite à raison de 2 millions d'exemplaires, équipant tous les fantassins du Premier Empire qui combattirent sur l'ensemble des champs de bataille d'Europe et d'outre-mer.
La Garde consulaire puis impériale était dotée du même fusil d'infanterie modèle 1777 que les autres corps, à ce détail près que la monture et les garnitures étaient modifiées par rapport au modèle d'origine et le fusil disposait d'une platine de sécurité afin d'empêcher que l'arme ne se déclenche accidentellement ou que l'amorce soit atteinte par l'humidité.
Pour tirer avec ce fusil à poudre noire, un soldat devait déchirer le papier de la cartouche avec ses dents, remplir puis fermer le bassinet de poudre, verser le restant de poudre dans le canon, pousser le papier ayant contenu la poudre et qui contient toujours la balle avec la baguette jusqu'à la bourre, et enfin, armer le chien, viser sans point de mire (le tireur se servant de son pouce gauche pour prendre sa visée) et presser la détente.

## Caractéristiques
Fusil modèle 1777 corrigé an IX :
- Masse du fusil : 4,6 kg
- Longueur du fusil : 1,529 m
- Longueur du canon : 1,1366 m
- Calibre du canon : 17,48 mm
- Diamètre de la balle : 16,54 mm

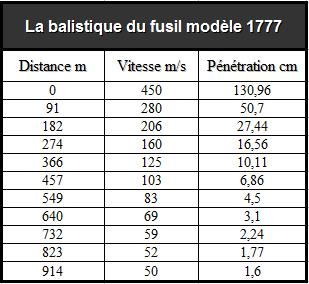
Tableau tiré du Manuel d'infanterie, 1808.

- Longueur de la baïonnette : 0,4059 m
- longueur de la lame de baïonnette : 0,38 m
- Poids de la balle : 27,2 g (20 à la livre)
- Masse de la charge de poudre : 12,24 g
- Masse totale de la cartouche : 39,44 g
- Lumière : 0,94 mm
- Prix du fusil : 25 à 34 francs (selon la manufacture)